# Adam Kout
Adam Kout (* 5. dubna 1990 Brandýs nad Labem-Stará Boleslav) je český závodní jezdec.

## Kariéra
Kout zahájil svou motoristickou kariéru v roce 2007 závody ve švýcarské formuli Renault, kde dosáhl na osm pódií a dvou vítězství. S 242 body se stal šampionem. V pozdějších letech se také objevil v soutěži Severoevropského poháru Formule Renault 2.0 a Evropského poháru Formule Renault 2.0. Po roce 2010 začal svou kariéru v motokárách.

## Statistika
| Sezóna | Série                                  | Tým               | Závody | Vítězství | PP | Nej. kola | Pódia | Body | Umístění |
| ------ | -------------------------------------- | ----------------- | ------ | --------- | -- | --------- | ----- | ---- | -------- |
| 2007   | Švýcarská formule Renault LO           | Bossy Racing Team | 12     | 2         | 0  | 4         | 8     | 242  | 1        |
| 2008   | Severoevropský Formule Renault 2.0 Cup | Křenek Motorsport | 4      | 0         | 0  | 0         | 0     | 12   | 29       |
| 2008   | Evropský pohár Formule Renault 2.0     | Křenek Motorsport | 14     | 0         | 0  | 0         | 0     | 0    | NC       |
| 2009   | Severoevropský Formule Renault 2.0 Cup | Křenek Motorsport | 4      | 1         | 1  | 0         | 1     | 63   | 20       |
| 2009   | Evropský pohár Formule Renault 2.0     | Křenek Motorsport | 14     | 0         | 0  | 0         | 1     | 15   | 13       |
| 2010   | Severoevropský Formule Renault 2.0 Cup | Křenek Motorsport | 2      | 0         | 0  | 0         | 1     | 20   | 29       |
| 2010   | Evropský pohár Formule Renault 2.0     | Křenek Motorsport | 6      | 0         | 0  | 0         | 1     | 29   | 11       |